# パトリシオ・ガバロン
パトリシオ・ガバロン・ヒル（スペイン語: Patricio Gabarrón Gil、1993年4月17日 - ）は、スペイン・ムルシア州出身のサッカー選手。ポジションはDF。通称はパトリック（Patric）で、パトリック・ガバロンとも呼ばれる。

## クラブ歴
レアル・ムルシアやビジャレアルCFの下部組織を経て、2008年に15歳でFCバルセロナの下部組織に加入。加入当初は守備的ミッドフィールダーであったものの、FCバルセロナBの監督であったエウセビオ・サクリスタン・メナによって右サイドバックに再コンバートされた。
2012年9月22日、セグンダ・ディビシオンのエルクレスCF戦の後半にジェラール・デウロフェウとの交代で途中出場しバルセロナBでの初出場となった。翌2013年の11月26日のUEFAチャンピオンズリーグ 2013-14のアヤックス・アムステルダム戦でカルレス・プジョルとの交代でFCバルセロナのトップチームで初出場を果たした。しかしトップチームでの出場はこの1試合に止まった。
2015年6月8日にはセリエAのSSラツィオに4年契約で移籍。ドゥシャン・バスタとのポジション争いになっている。

## 個人成績
2017年3月19日現在
| 2012-13  | バルセロナB |          | セグンダ   | 20       | 0        | -          | -          | 20       | 0        |
| 2013-14  | バルセロナ  | 27       | プリメーラ | 0        | 0        | 0          | 0          | 0        | 0        |
| 2013-14  | バルセロナB |          | セグンダ   | 35       | 1        | -          | -          | 35       | 1        |
| 2014-15  | バルセロナB |          | セグンダ   | 32       | 3        | -          | -          | 32       | 3        |
| イタリア | イタリア    | イタリア | イタリア   | リーグ戦 | リーグ戦 | オープン杯 | オープン杯 | 期間通算 | 期間通算 |
| 2015-16  | ラツィオ    | 4        | セリエA    | 9        | 0        | 0          | 0          | 9        | 0        |
| 2016-17  | ラツィオ    | 4        | セリエA    | 14       | 0        | 2          | 0          | 16       | 0        |
| 通算     | スペイン    | スペイン | プリメーラ | 0        | 0        | 0          | 0          | 0        | 0        |
| 通算     | スペイン    | スペイン | セグンダ   | 87       | 4        | -          | -          | 87       | 4        |
| 通算     | イタリア    | イタリア | セリエA    | 23       | 0        | 2          | 0          | 25       | 0        |
| 総通算   | 総通算      | 総通算   | 総通算     | 110      | 4        | 2          | 0          | 112      | 4        |

## タイトル
ラツィオ
- スーペルコッパ・イタリアーナ 2017
- コッパ・イタリア 2018-19